# Kostel svatého Jiljí (Markvartice)
Římskokatolický farní kostel svatého Jiljí v Markvarticích je barokní sakrální stavba. Od roku 1964 je kostel chráněn jako kulturní památka.

## Historie
Kostel je doložen již ve 14. století. V 17. století byl zbarokizován.

## Architektura
Jedná se o obdélnou, jednolodní stavbu se čtvercovým presbytářem, k němuž po severní straně přiléhá sakristie. Má průčelní věž. Stěny kostela jsou hladké, okna jsou obdélná se segmentovými záklenky. Věž je jednopatrová s cibulovou bání. Má hlavním portál s kamennou šambránou a uvnitř je křížově sklenutá předsíň.
Presbytář a sakristie jsou sklenuty křížovou klenbou. Loď má plochý strop. Dřevěná kruchta spočívá na jónských sloupech.

## Zařízení
Zařízení pochází ze 17.-19. století. Hlavní oltář je raně rokokový, rámový. Na oltáři je původní obraz sv. Jiljí a sochy sv. Vojtěcha a sv. Prokopa z období kolem roku 1740. Dva boční oltáře jsou rámové, raně rokokové. Jeden boční oltář je zasvěcen sv. Josefovi a nacházejí se na něm sochy sv. Kateřiny a sv. Barbory. Druhý boční oltář je zasvěcen Panně Marii a jsou na něm sochy sv. Jana Nepomuckého a sv. Isidora. Jsou dílem vesměs sochaře M. Jelínka ml. z období kolem roku 1760. Na kredenčním oltáříku je malovaný raně barokní epitaf v sloupovém rámu s obrazem Kalvárie s donátorem. Pochází z poloviny 17. století. V lodi je raně barokní oltář Panny Marie Bolestné. Pochází asi z roku 1640. Cínová křtitelnice je z 1. poloviny 18. století. Na zpovědnici se nachází soška sv. Jana Nepomuckého z 1. poloviny 18. století. Sochy českých patronů jsou z 19. století.

## Okolí kostela
Kostel má nedaleko dvoupatrovou roubenou dvoupatrovou zvonici, která je z 2. poloviny 17. století. Na hřbitově se nachází klasicistní figurální náhrobek Václava Slavíka z roku 1868.

### Márnice – kostnice
V areálu kostela nachází také márnice – kostnice. Márnice byla spolu s celým komplexem kostela zapsána do seznamu kulturních památek ČR. Na podzim roku 2011 před započetím opravy márnice, byly objeveny kosterní ostatky pocházející z období před 2. polovinou 19. století, které zde byly uloženy a zakryty pod břidlicovou navážkou zřejmě z období výměny střešní krytiny. Za dohledu archeologů a antropologů došlo od podzimu 2011 do srpna 2012 k vyklizení prostoru. Poté byla část ostatků o objemu cca 8 m3 navrácena v květnu 2014 do zrekonstruované márnice, čímž se z márnice stala také kostnice. Zbytek kosterních ostatků o objemu cca 25 m3 byl pohřben do společného hrobu na současném místním hřbitově. Umístění tohoto hrobu je vlevo od středové cesty ve druhé řadě hrobů od vstupu na hřbitov.